# Songs from the Second Floor
Songs from the Second Floor ist der dritte Film des schwedischen Regisseurs Roy Andersson aus dem Jahr 2000. Der Film erhielt mehrere Auszeichnungen, unter anderen den Spezialpreis der Jury in Cannes 2000. Der Film startete am 18. April 2002 in deutschen Kinos.

## Handlung
Der Film besitzt keine stringente, erzählerische Struktur, sondern ist in verschiedene, scheinbar nebeneinanderstehende Szenen geteilt, die jedoch eine seltsam-verzweifelt anmutende Stimmung gemein haben und zur gleichen Zeit spielen.
Der Film beginnt mit einer Szene, in der Pelle von seinem Vorgesetzten Lennart erfährt, dass es Zeit ist, Entlassungen vorzunehmen. Es ist jedoch kein normales Gespräch, stattdessen liegt der Vorgesetzte in einem kahlen Raum unter einem Solarium, dessen künstliches Licht den Raum bestrahlt. So ist Lennart für Pelle nicht einmal sichtbar, als er unterwürfig und merklich verschüchtert die Anweisungen entgegennimmt. Kurz darauf wird Lasse entlassen, kriecht daraufhin auf dem Flur des Geschäftshauses umher und klammert sich an Pelles Beinen fest.
Inmitten solcher Episoden befindet sich Kalle, der gerade sein Möbelgeschäft in Brand gesetzt hat, um die Versicherungssumme zu kassieren. Er ist verzweifelt und weiß, dass er mit seinem Betrug keinen Erfolg haben wird. Zudem sitzt sein Sohn Tomas, der vom Gedichteschreiben verrückt geworden ist, in der Psychiatrie.
Weitere kurze Episoden reihen sich aneinander und werden durch die allgemein apokalyptische Stimmung und den immer wieder im Mittelpunkt stehenden Kalle zusammengehalten. Außerdem ziehen sich durch verschiedene Szenen immer wieder der Sinnlosigkeit entrungene Sätze wie Alles hat seine Zeit und Geliebt sei, wer sich hinsetzt.

## Rezeption
- „Willkommen in Roy Anderssons Absurditätenkabinett.“ (SZ am Sonntag)
- „Grandios, grotesk und sicher einmalig.“ (Kölner Stadtanzeiger)
- „Kafka meets Tarkowskij. Eine ziemlich spannende Kombination.“ (Berliner Morgenpost)
- „Roy Andersson hat einen herausfordernden und in jeder Hinsicht beeindruckenden Film gemacht, der einen verletzenden und bitteren Blick auf das wirft, was unsere menschliche Existenz im Innersten ausmacht. Wer ihn gesehen hat, wird seine Bilder nicht wieder vergessen.“ (Schnitt – Das Filmmagazin)
- „Ein wunderschöner Film über die Endzeit“ (taz)

2012 veranstaltete die Filmzeitschrift FLM unter 50 Kritikern und Filmwissenschaftlern eine Wahl zum „besten schwedischen Film aller Zeiten“ in der Songs from the Second Floor Platz zehn belegte.

## Auszeichnungen und Festivalteilnahmen
- Internationale Filmfestspiele von Cannes 2000, Preis der Jury
- 2001 Guldbagge in der Kategorie Bester Film
- British Independent Film Award (Best Foreign Independent Film, Foreign Language)
- 2001 International Film Festival Rotterdam, Filmmaker in Focus "Roy Andersson"
- 2001 Toronto International Film Festival
- 2001 Internationales Filmfestival Karlovy Vary
- 2001 Filmfestival AFI
- 2001 Filmfestival London
- 2001 Filmfestival Hong Kong
- 2001 Pusan International Film Festival
- 2001 Filmfestival Seoul
- 2001 Filmfestival Tai Pei
- 2001 Festival Internacional de Cine de Mar del Plata
- 2001 Filmfestival Rio